# Giáo hoàng Gioan XIV
Gioan XIV (Latinh: Joannes XIV) là người kế nhiệm Giáo hoàng Biển Đức VII và là vị giáo hoàng thứ 136 của Giáo hội Công giáo.
Theo niên giám Tòa Thánh năm 1806 thì ông đắc cử Giáo hoàng vào năm 983 và ở ngôi Giáo hoàng trong 9 tháng. Niên giám Tòa thánh năm 2003 xác định triều đại của ông kéo dài từ tháng 12 năm 983 cho tới ngày 20 tháng 8 năm 984.
Giáo hoàng Joannes XIV sinh tại Pavia, Ý với tên thật là Phêrô Campanôra. Ông lấy tên hiệu là Joannes XIV vì ông không muốn có một Giáo hoàng Phêrô khác, ngoài Phêrô tông đồ là vị Giáo hoàng đầu tiên. Một số vị Giáo hoàng Phêrô khác cũng đổi tên vì lý do này.
Mặc dù là người nhân đức và có nhiều năng lực lớn lao, ông đã bị Francone cầm tù trong Lâu đài Thiên Thần và bỏ chết đói. Francone duy trì địa vị ở Rôma được 1 năm và chết vì bị ám sát,
Người ta cũng cho rằng chính Giáo hoàng giả Bonifacius VII (984 – 985) đã hạ sát Giáo hoàng Joannes XIV. Cuốn Lịch sử giáo hội Công giáo của Bùi Đức Sinh cho rằng ông bị tướng Crescentius giết hại. 